# Terry Lightfoot
Terry Lightfoot (Potters Bar, 21 mei 1935 – 15 maart 2013) was een Britse jazz-klarinettist, -saxofonist en bandleider. Naast Chris Barber, Acker Bilk en Kenny Ball was hij een van de belangrijkste musici in de traditionele jazz van Engeland.

## Biografie
Toen hij negen was zong Lightfoot in een plaatselijk varieté-gezelschap van kinderen. Hij speelde kort piano en kornet en toen hij veertien was ontdekte hij de jazz, dankzij platen van bijvoorbeeld Louis Armstrong en Bix Beiderbecke. Hij kreeg een klarinet zodat hij mee kon spelen in een scholieren-jazzband en hij leerde hij zichzelf dat instrument te bespelen. In de periode 1951-1953 leidde hij The Wood Green Stompers, een groep die regelmatig in het voorprogramma optrad van de toen gevestigde namen, zoals Barber en Humphrey Lyttelton. Na twee jaar dienst in de RAF, waarin hij enkele keren optrad in het radioprogramma The Forces Show, richtte Lightfoot een eigen groep op, Terry Lightfoot's Jazzmen, die optrad in en rond Londen. In 1956 ging hij met die groep op professionele basis werken. In 1957 nam de groep, met de latere Cream-drummer Ginger Baker, een eerste plaat op. Hierna maakte de band enkele grote tournees, met onder meer Lonnie Donegan en Slim Whitman (1957), de Amerikaanse reuzen Kid Ory en Henry Red Allen (1959) en Sonny Terry en Brownie McGhee (1961). Eind jaren vijftig, begin jaren zestig was er een hernieuwde belangstelling voor traditionele jazz en Lightfoot profiteerde daarvan met bijvoorbeeld enkele kleine hits in 1961 en 1962: "King Kong", "True Love", "Tavern in the Town" en "The Old Pull and Push". 
In 1964 toerde Lightfoot voor het eerst in Amerika en een jaar later toerde hij in Engeland met Vic Dickenson en de Louis Armstrong All-Stars. Na een sabbatical year keerde Lightfoot in 1967 terug in de jazz, nu als lid van de jazzgroep van Kenny Ball. In 1968 richtte hij weer een eigen band op, waarmee hij in de jaren erna veel speelde in cabaret-clubs en voor Britse troepen in het buitenland. In 1978 begon Lightfoot een eigen jazzclub in Harpenden, waarin hij zelf ook speelde. In de jaren tachtig toerde hij enkele keren in het Midden-Oosten en vanaf het midden van de jaren negentig nam hij regelmatig een album op, meestal voor het platenlabel Lake Records. Vanaf 2004 toerde hij in Engeland met verschillende shows, met zijn dochter Melinda als zangeres.
In maart 2013 overleed Lightfoot in het ziekenhuis aan de gevolgen van prostaatkanker.

## Discografie (selectie)
- World of Trad, EMI Columbia, 1961
- Stardust, Upbeat Recordings, 1990
- Friends with Pleasure (Uralsky All Stars met Terry Lightfoot), Timeless Records
- Live in Leipzig, 1201 Music, 1995
- Strictly Traditional, Lake, 1999
- Special Magic of Louis Armstrong, Start Records, 1999
- Down on Bourbon Street, Timeless Records, 2000
- Mainly Traditional, Lake, 2001
- Stomp Off, Let's Go, Document Records/Membran Records, 2002
- Lightfoot at Lansdowne (opnames begin jaren zestig), Lake, 2004
- Tradition in Colour, Lake, 2005
- Trad Parade, Lake, 2005
- World of Trad, 2006
- Vintage Terry Lightfoot 1956-1957, Lake, 2008